# Julius Faucher

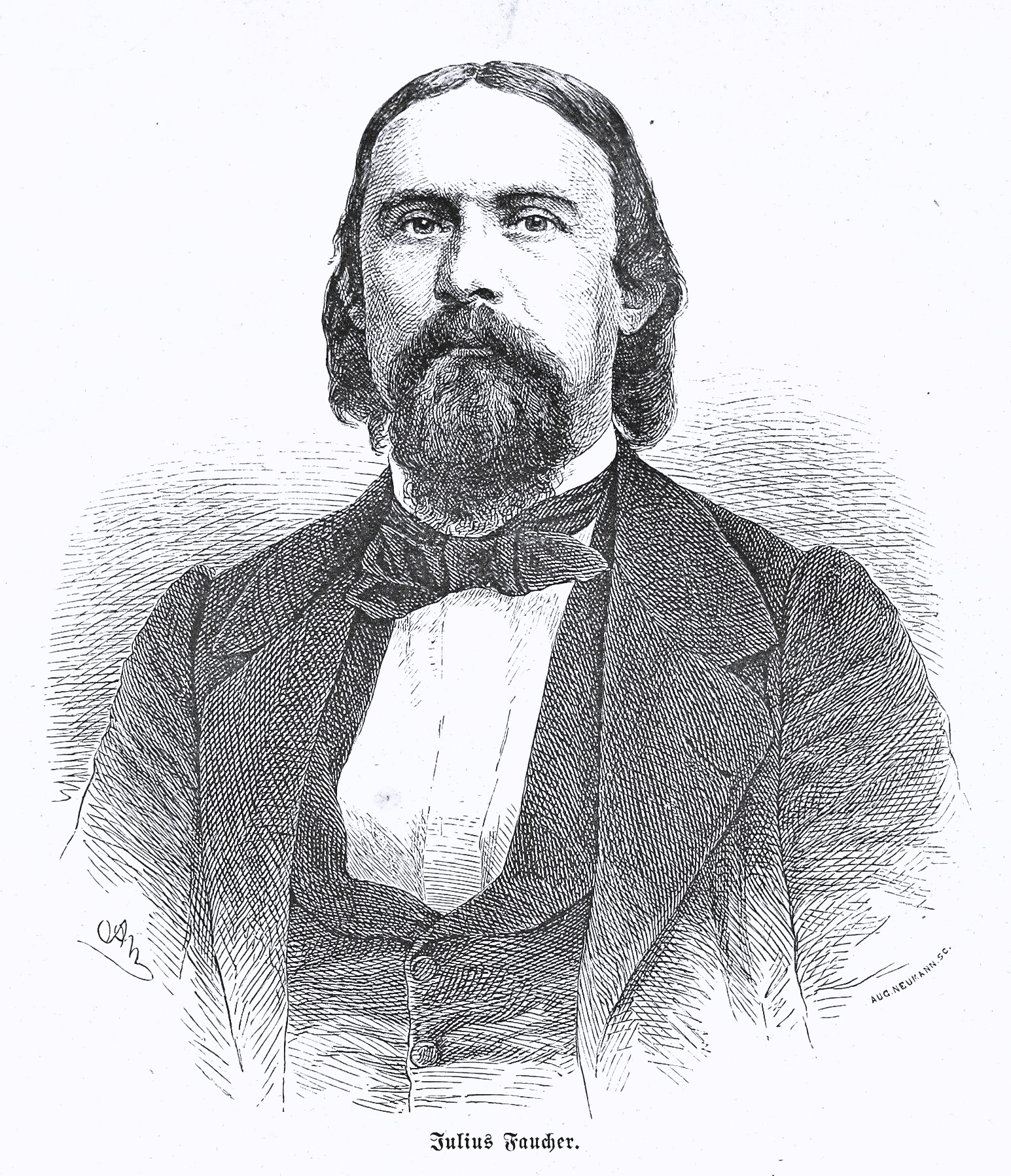
Julius Faucher.

Julius Faucher (13 de junio de 1820 en Berlín - 12 de junio de 1878 en Roma) fue un periodista alemán y un significativo defensor del liberalismo clásico y el comercio libre. Fue uno de los primeros en abogar por la privatización de las funciones de seguridad del Estado, lo que eliminaría los impuestos, por lo tanto llevaría a "una forma de anarquismo individualista, o, como sería llamado el día de hoy, anarcocapitalismo o anarquismo de mercado."
El padre de Fauche fue un miembro de la colonia francesa en Berlín. En 1845, Faucher se casó con Karoline Sommerbrodt, hija de un fabricante de sombreros de Berlín, con quien más tarde tuvo una hija, Lucie, "la mayor alegría de su agitada vida." En 1844, Faucher conoció a John Prince-Smith y se convirtió en un defensor del liberalismo de Mánchester. Por lo tanto, fundó la Asociación de Libre Comercio de Berlín (que no tuvo mucha influencia) y el diario Comercio Libre, Börsennachrichten an der Ostsee, más tarde convertido en Ostseezeitung. En este diario, introducía hacia la política comercial laissez faire. Fue en este tiempo que Faucher asistió a las reuniones regulares de varios hegelianos de izquierda y economistas, entre ellos Max Stirner, en el Restaurante Hippel en Friedrichstraße. 
Cuando se dieron las revoluciones de 1848, Faucher entró en combate el 18 y 19 de marzo en Estocolmo (Marsoroligheterna). En 1850, Faucher se convirtió en editor del diario Berliner Abendpost. Después de los conflictos que enfrenta con el gobierno de Prusia acerca de los puntos de vista sobre el comercio libre, Faucher emigró a Inglaterra. Allí, se convirtió en corresponsal de varios periódicos alemanes y más tarde en secretario de Richard Cobden. 
Faucher regresó a Prusia en 1861, cuando fue elegido a la Abgeordnetenhaus (un semi-parlamento) por el Partido del Progreso Alemán. En 1863, fundó el periódico Vierteljahrzeitschrift Volkswirtschaft und für Kulturgeschichte (trimestrales de la economía y la historia de la cultura).